# Gilles Rozier

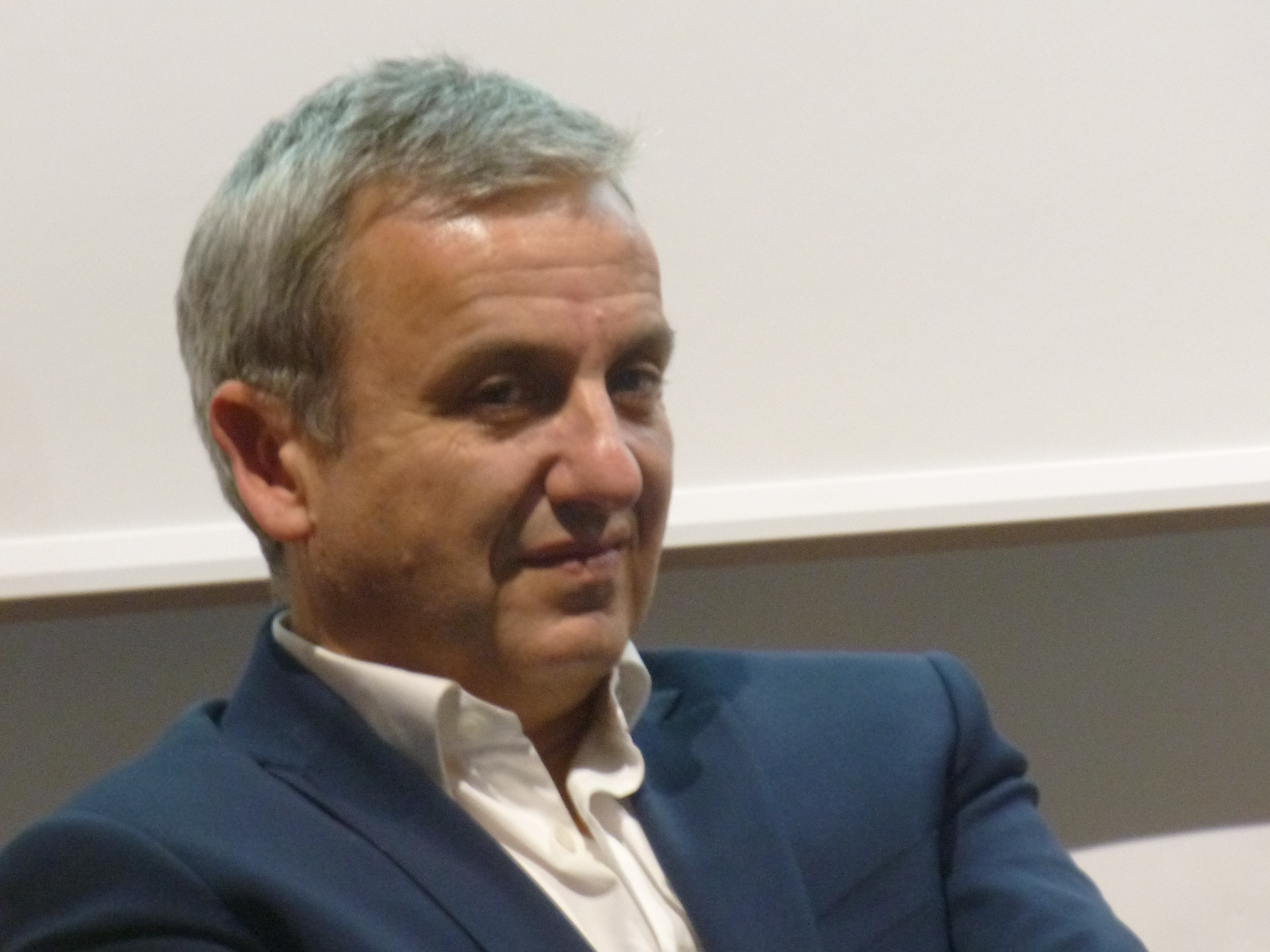
Gilles Rozier (2016)

Gilles Rozier (geboren 10. März 1963 in La Tronche im Arrondissement Grenoble) ist ein französischer Schriftsteller und Übersetzer.

## Leben
Gilles Rozier erwarb ein Diplom an der Grande École für Wirtschaftswissenschaften in Paris, der École supérieure des sciences économiques et commerciales (ESSEC), und promovierte 1997 an der Université Paris-Diderot (Paris-VII) bei Rachel Ertel mit einer Dissertation über den jiddischen Schriftsteller Moische Broderson.
Von 1994 bis 2014 war er Direktor der Maison de la Culture Yiddish in Paris. 2015 gründete er mit Anne-Sophie Dreyfus den Verlag Éditions de l’Antilope.
Rozier ist zudem als Schriftsteller und literarischer Übersetzer tätig. In Deutschland wurde er 2004 durch seinen Roman Eine Liebe ohne Widerstand bekannt. Im Jahr 2006 erhielt er, gemeinsam mit Gerhard Falkner, den Spycher: Literaturpreis Leuk.

## Schriftenverzeichnis (Auswahl)
- Moyshe Broderzon. Un écrivain yiddish d'avant-garde. Monographie. Presses Universitaires de Vincennes, Saint-Denis 1999 ISBN 2-84292-061-9 (Reihe: Culture et société). Mit einer zweisprachigen Gedicht-Anthologie Broderzons (jiddisch-franz.)
  - Mojzesz Broderson od Jung Idysz do Araratu. Übersetzung ins Polnische Joanna Ritt. Hamal, Lodz 2008 ISBN 978-83-925420-5-6
- Par-delà les monts obscurs. Denoël, Paris 1999 ISBN 2-207-24953-0
- Moïse fiction. Denoël, 2001 ISBN 2-207-25217-5
- Mon cousin Benjamin. In: Revue „Tsafon“. Sommer 2001, S. 83–87
  - in Hebräisch: Übers. Beni Mer, Literaturbeilage zu Haaretz, 29. September 2008, mit Foto & Interview link
- Un amour sans résistance. Denoël 2003 ISBN 2-207-25522-0
  - Französische Ausgabe für deutschsprachige Länder: Ernst Kemmner (Hg). Reclam, Ditzingen 2006 ISBN 3-15-019703-1 (Mit Quellenliste der Zitate dt. Autoren; Nachwort des Hg. in Dt.; Liste von Rezensionen des Buches in Dt.; Anmerkungen mit Übers. von Redewendungen u. ä. – Reihe RUB Fremdsprachentexte)
  - Acht Übers. in andere Sprachen; in Deutsch: Eine Liebe ohne Widerstand Übers. Claudia Steinitz, DuMont, Köln 2004 ISBN 3-8321-7868-6 als TB: Goldmann btb, 2005 ISBN 3-442-73380-4
- La Promesse d'Oslo. Denoël, 2005 ISBN 2-207-25702-9
  - Abrahams Sohn. Übersetzung Steinitz. DuMont, Köln 2007 ISBN 978-3-8321-7987-8
- Fugue à Leipzig. D'un voyage en Allemagne. Erzählung. Denoël, 2005 ISBN 2-207-25662-6
- Projections privées. Denoël, 2008 ISBN 978-2-207-25984-9
- Journal de Tel-Aviv. Sommer 2008
- D'un pays sans amour. Grasset, Paris 2011 ISBN 978-2-246-78364-0
  - Im Palast der Erinnerung. Übersetzung Claudia Steinitz, Barbara Heber-Schärer. Die andere Bibliothek, 2012 ISBN 978-3-8477-0334-1

## Übersetzungen
- Tsila (Celia) Dropkin (1888–1956): Dans le vent chaud, poèmes aus dem Jiddischen von G. R. & Viviane Siman, L’Harmattan, Paris 1994 (zweisprachig)
- Serge Mendjisky: Trois mille semaines de création. Écrits, préfaces, critiques. Hommage à mon père Maurice Mendjisky, 1889–1951 Hg. Arman-C. Aronson, R. Bouillot, R. Charmet et al.; teilweise aus dem Jiddischen übersetzt von G. R.- Galerie Palmyre Saint-Honoré, Paris 2006 ISBN 2-9526480-0-X
- Mireille Podchlebnik: Fährmann des Sinns. Passeur de sens. Zinen-farmitler. Gedichte (viersprachig dt.-frz.-jidd.-hebr.) Übers. ins Jidd. G. R. (Durchsicht Yitskhok Niborski), ins Deutsche Rüdiger Fischer. Vorwort Frédérique Despesse. Verlag im Wald / Éd. en Forêt, Rimbach 2007 ISBN 3-929208-91-1
- Chil Rajchman: Je suis le dernier Juif. Treblinka (1942–1943) aus dem Jiddischen. Vorwort Annette Wieviorka, Ed. Les Arènes, Paris 2009 (Reihe: Récits) ISBN 2-35204-066-3
  - Hörbuch in Franz.: Édition Livrior, 2009 (Reihe: Livre audio) ISBN 2-915629-35-8

## Wissenschaft, Herausgeber, Gedichte
Weitere Literatur von ihm im Art. Maison de la Culture Yiddish
- Miriam Weinstein: Yiddish. Mots d'un peuple, peuple de mots Aus dem Amerik. Alix Girod. Wissenschaftliche Begleitung Gilles Rozier. Nachwort Henri Minczeles. Éd. Autrement, Paris 2003 (Reihe: Frontières) Glossar, Index ISBN 2-7467-0395-5
  - in Deutsch: Jiddisch. Eine Sprache reist um die Welt Aus dem Amerikan.: Yiddish. A nation of words von Mirjam Pressler. Kindler, Berlin 2003 (mit Lit.verz.) ISBN 3-463-40378-1 Klappentext und die Kurzfassung einer negativen Rez. in der NZZ vom 18. November 2003 siehe: Perlentaucher
- Hg. von Gilgulim. Métamorphoses littéraires. Revue in Jiddisch. Prosatexte, Gedichte, Theaterstücke, Reiseberichte u. a. Literatur von zeitgenössischen jidd. Autoren (seit März 2008, jetzt erloschen) Rez. in Erneuerung der jiddischen Literatur – In Paris erscheint ein neues Literaturmagazin in Mameloschen (Memento vom 30. Januar 2012 im Internet Archive)
- Gedichte von G. R. erschienen in Jiddisch in den Zs. „Di Pen. The Yiddish Pen. Khoydeshlekher zhurnal far literatur. Journal für jiddische Literatur und Kultur“, Oxford; „Toplpunkt“ (Tel-Aviv) & „Yerusholayimer almanakh“ (Jérusalem)